# Pierre Berggren
Pierre Olof Anders Berggren, född 4 augusti 1983 i Luleå domkyrkoförsamling, är en svensk före detta professionell ishockeyspelare (vänsterforward). Hans moderklubb är Antnäs BK.